# ジェイコム札幌
株式会社ジェイコム札幌（ジェイコムさっぽろ）は、北海道札幌市豊平区に本社を置き、ケーブルテレビ（同時再放送、自主放送）と電気通信事業（インターネット接続、IP電話）を主たる業務とし、有線一般放送（ケーブルテレビ局）を運営する一般放送事業者および電気通信事業者である。
JCOM（J:COM）の連結子会社であり、会社および局呼称は「J:COM 札幌」である。

## 概要
蔦井グループ傘下の東日本フェリーが情報化社会に対応した多角化戦略としてケーブルテレビ局の経営を検討しグループ9社の出資で設立され、1988年に「札幌ケーブルテレビジョン」として開局。当初は蔦井グループ各社が入居する札幌市中央区の蔦井ビルに本社を置いた。
しかし初期投資に伴う借入金の金利負担により1996年3月期決算で累積赤字63.7億円を計上するなど経営は好転せずタイタス・コミュニケーションズとの資本業務提携を行い、タイタスが30億円・東日本フェリーほか地元大株主3社が4億円で12億円から46億円に増資し111億円の借入金について増資分を全額返済に充て40億円の債務放棄と37億円の長期返済で財務を改善するとし、1997年に「タイタス・スキャット」に改称。2000年にはジュピターテレコムの傘下に入り現社名となり、本社を札幌市豊平区に移す。

## 沿革
- 1983年（昭和58年）
  - 8月19日 - 株式会社札幌ケーブル・ネットワーク（略称：SCN）として設立[3]。
  - 8月31日 - 北海道電波監理局にCATV事業認可を申請[9]。
- 1985年（昭和60年）5月10日 - 有線テレビジョン放送施設設置許可取得[3]。
- 1986年（昭和61年）
  - 3月11日 - 北海道東北開発公庫[10]・北海道拓殖銀行グループ・北海道新聞グループが出資し1億8000万円に増資、蔦井グループ5割と北東公庫・拓銀・道新が6分の1ずつの出資比率とする[11]。
  - 4月18日 - 株式会社札幌ケーブルテレビジョンに商号変更[12][13]。
  - 7月13日 -　社章と愛称「SCAT」を制定、SCATはジャズのスキャットを都市型CATVの感性・都会性・楽しさ・対話のイメージに重ねたものとし、社章は上部の左から中央にかけ赤い角丸長方形を横に2つ連ね左を赤一色でブラウン管・右を横縞模様で走査線をイメージしたものとし下部に現代感覚の直線的な字体によるSCATの文字をあしらった[14]。
- 1987年（昭和62年）
  - 3月11日 - 幹線ケーブル着工[15]。
  - 5月9日 - 札幌市中央区蔦井ビル敷地内で鉄骨2階建て1200平米の放送センター部分の増築工事を着工[16]。
  - 8月 - 加入申し込み受付開始[17]。
  - 12月 - 札幌市議会が1000万円の出資を議決[18]。
  - 12月24日 - 試験放送開始、中央区宮の森・円山など150世帯で16チャンネルを放送[19]
- 1988年（昭和63年）4月1日 - 開局[20][4][21]。当初は札幌市中央区・西区の一部をエリアに[22]、JR函館本線・千歳線から南側で[23]、10万世帯対象・2500世帯が加入[24]、22チャンネルを提供[23]。
- 1996年（平成8年）
  - 11月 - 株式会社タイタス・コミュニケーションズ（後のジェイコムイースト（旧：ジェイコム関東）、現・ジェイコム東京）との資本業務提携案に合意[5]。
  - 12月19日 - 取締役会にてタイタス・コミュニケーションズとの資本業務提携を正式決定[25]。
- 1997年（平成9年）
  - 2月10日 - 臨時株主総会でタイタス・コミュニケーションズによる増資を決議[26]。
  - 7月1日 - 株式会社タイタス・スキャットに商号変更[6]。
- 2000年（平成12年）
  - 5月11日 - 第一種通信事業許可取得[27]。
  - 9月1日 - 親会社のタイタス・コミュニケーションズが、株式会社ジュピターテレコム（現・JCOM）の完全子会社となったことに伴い、J:COMグループに参画。商号を株式会社ジェイコム札幌に変更[7]。
  - 10月 - 本社機能を現在地に移転[8]。
  - 11月1日 - インターネット接続サービスを開始[注 1]。
- 2004年（平成16年）11月1日 - 地上デジタル放送、BSデジタル放送の再送信を開始。
- 2005年（平成17年）4月20日 - プライマリ電話サービス（J:COM PHONE-i）を開始。
- 2007年（平成19年）
  - 9月20日 - 営業事務所を北海道札幌市豊平区月寒東に移転。
  - 10月1日 - 北広島市にエリア拡張。
- 2008年（平成20年）2月29日 - 緊急地震速報サービスを開始。
- 2009年（平成21年）- ジェイコム関東が保有する全株式が、株主転移によりジュピターテレコムに異動。
- 2011年（平成23年）
  - 4月14日 - 地上放送の暫定的「デジアナ変換」を開始[注 2]。
  - 7月1日 - プライマリ電話サービス（J:COM PHONE プラス）を開始。
  - 10月27日 - インターネット接続サービス「J:COM NET」のインターネットサービスプロバイダーブランドを『ZAQ』に変更[28]。
- 2015年（平成27年）4月20日 - 地上放送の暫定的「デジアナ変換」を終了。
- 2018年（平成30年）2月1日 - 一部エリアで「J:COM NET 1Gコース」の提供開始[29]。
- 2023年（令和5年）
  - 1月4日 - 手稲区全域ほか3.89万世帯へのサービス拡大をもって札幌市内全10区でのサービス提供を成立[30]。
  - 11月21日 - 札幌市手稲区・手稲区連合町内会連絡協議会と「手稲区まちづくりパートナー協定」を締結[31][32]。

## 事業所
本社
- 本社（北緯43度1分6.7秒 東経141度25分14.6秒 / 北緯43.018528度 東経141.420722度座標: 北緯43度1分6.7秒 東経141度25分14.6秒 / 北緯43.018528度 東経141.420722度）
  - 北海道札幌市豊平区月寒東2条18丁目7-20

事務所
- 札幌営業事務所（北緯43度1分6.7秒 東経141度25分14.6秒 / 北緯43.018528度 東経141.420722度）
  - 北海道札幌市豊平区月寒東2条18丁目7-20（本社内）
- 札幌北営業事務所（北緯43度5分5秒 東経141度22分57秒 / 北緯43.08472度 東経141.38250度）
  - 北海道札幌市東区北18条東21丁目1-1

## 提供区域内自治体
- 北海道
  - 札幌市
    - 中央区、白石区、厚別区、清田区、豊平区、南区、西区、東区、北区、手稲区

  - 北広島市

## 業務内容
- 2023年（令和5年）6月1日現在。

統一サービス
1. J:COM TV（テレビ放送サービス[注 3]）
  1. 双方向機能（STBインターネット接続サービス）
  2. インタラクTV（STBテレビ向け情報サービス）
  3. ナビシェル（STB向けご案内画面サービス）
  4. J:COMオンデマンド（VODサービス）
  5. リモート録画予約（番組録画予約）
  6. ジェイコム マガジン（番組ガイド誌）
  7. J:COMチャンネル（第一コミュニティチャンネル）
  8. J:COMテレビ（第二コミュニティチャンネル）
2. J:COM NET（インターネット接続サービス）
  1. ZAQ（インターネットサービスプロバイダ）
  2. J:COM WiMAX 2+（4G（WiMAX）サービス[注 4]）
3. J:COM PHONE（固定電話（CATV電話）サービス）
  1. J:COM PHONE プラス（VoIP方式（プライマリ電話）サービス）[注 5]）
4. J:COM 電力
5. J:COM MOBILE（4G（LTE）サービス[注 6]）

付加サービス
- J:COM 緊急地震速報

### J:COM TV

#### 地上デジタル放送
- 表中、「伝送方式」欄の『部類』に関しては下記を参照。
  - 「PT」はパススルー方式。
  - 「TM」はトランスモジュレーション方式。
- 表中、『記号』に関しては下記を参照。
  - 「●」は視聴可能。
  - 「×」は視聴不可。
  - 「?」は不明。

| リ モ コ ン キ \| ID | 放送局              | 三桁 チャンネル | 伝送方式 | 伝送方式 | 備考 |
| リ モ コ ン キ \| ID | 放送局              | 三桁 チャンネル | PT       | TM       | 備考 |
| -------------------- | ------------------- | --------------- | -------- | -------- | ---- |
| 1                    | 北海道放送          | 011 012 013     | ●        | ●        |      |
| 2                    | NHKEテレ札幌        | 021 022 023     | ●        | ●        |      |
| 3                    | NHK総合・札幌       | 031 032         | ●        | ●        |      |
| 5                    | 札幌テレビ          | 051 052 053     | ●        | ●        |      |
| 6                    | 北海道テレビ        | 061 062 063     | ●        | ●        |      |
| 7                    | テレビ北海道        | 071 072 073     | ●        | ●        |      |
| 8                    | 北海道文化放送      | 081 082         | ●        | ●        |      |
| 10                   | J:COMテレビ         | 101 102         | ●        | ●        |      |
| 11                   | J:COMチャンネル札幌 | 111 112 113     | ●        | ●        |      |

#### FMラジオ
| MHz  | 放送局     | 備考 |
| ---- | ---------- | ---- |
| 80.4 | AIR-G'     |      |
| 82.5 | NORTH WAVE |      |
| 85.2 | NHK札幌-FM |      |